# جوي جيرستين
جوي جيرستين (بالإنجليزية: Joey Gjertsen)‏ (13 يونيو 1982 بتاكوما في الولايات المتحدة - ) هو لاعب كرة قدم أمريكي في مركز الهجوم. لعب مع إمباكت مونتريال وسان خوسيه إيرثكويكس وفانكوفر وايتكابس (نادي كرة قدم) ومونتريال إمباكت (1992–2011) وSound FC (men) ‏.

## وصلات خارجية
- جوي جيرستين على موقع الدوري الأمريكي (الإنجليزية)
- جوي جيرستين على موقع قاعدة بيانات كرة القدم.إي يو (الإنجليزية)